# Élections constituantes de 1946 en Meurthe-et-Moselle
Les élections constituantes françaises de 1946 se tiennent le 2 juin. Ce sont les deuxièmes élections constituantes, après le rejet du projet de Constitution française du 19 avril 1946 lors du référendum du 5 mai.

## Mode de scrutin
L'assemblée constituante est composée de 586 sièges pourvus au scrutin proportionnel plurinominal suivant la règle de la plus forte moyenne dans chaque département, sans panachage ni vote préférentiel.
Dans le département de Meurthe-et-Moselle, six députés sont à élire.

## Élus
| Député sortant            | Parti | Parti | Député élu ou réélu       | Parti | Parti |
| ------------------------- | ----- | ----- | ------------------------- | ----- | ----- |
| Maurice Kriegel-Valrimont |       | PCF   | Maurice Kriegel-Valrimont |       | PCF   |
| René Peeters              |       | SFIO  | René Peeters              |       | SFIO  |
| Pierre-Olivier Lapie      |       | SFIO  | Alexandre Caspary         |       | MRP   |
| Abbé Pierre               |       | MRP   | Abbé Pierre               |       | MRP   |
| Louis Marin               |       | PRL   | Louis Marin               |       | PRL   |
| Robert Kalis              |       | PRL   | Pierre André              |       | PRL   |

## Résultats

### Résultats à l'échelle du département
| Parti    | Parti    | Tête de liste             | Résultats | Résultats | Sièges |  |
| Parti    | Parti    | Tête de liste             | Voix      | %         |        |  |
| -------- | -------- | ------------------------- | --------- | --------- | ------ |  |
|          | PRL      | Louis Marin               | 68 262    | 27,90     | 2      |  |
|          | MRP      | Abbé Pierre               | 65 008    | 26,57     | 2 1    |  |
|          | SFIO     | René Peeters              | 54 263    | 22,18     | 1 1    |  |
|          | PCF      | Maurice Kriegel-Valrimont | 50 532    | 20,65     | 1      |  |
|          | RGR      | Georges Maniglier         | 6 597     | 2,70      | -      |  |
|          |          |                           |           |           |        |  |
| Inscrits | Inscrits | Inscrits                  | 299 367   | 100,00    | 6      |  |
| Votants  | Votants  | Votants                   | 248 875   | 83,13     |        |  |
| Exprimés | Exprimés | Exprimés                  | 244 662   | 98,31     |        |  |